# Врчиці
Врчиці (словен. Vrčice) — поселення в общині Семич, регіон Південно-Східна Словенія, Словенія.